# 238

## Evenimente
- Anul celor șase împărați în Imperiul Roman.

## Decese
- 12 aprilie: Gordian I, împărat roman (n.c. 159)
- 12 aprilie: Gordian al II-lea, împărat roman (n.c. 192)
- 10 mai: Gaius Iulius Verus Maximus, fiul împăratului roman Maximin Tracul (n. 216)
- 29 iulie: Balbinus, împărat roman (n.c. 165)
- 29 iulie: Pupienus, împărat roman (n.c. 178)
- aprilie: Maximin Tracul, împărat roman (n.c. 173)